# Kesku-Palavas
Kesku-Palavas är en ö i Finland. Den ligger i sjön Päijänne och i kommunen Jyväskylä i den ekonomiska regionen  Jyväskylä ekonomiska region  och landskapet Mellersta Finland, i den södra delen av landet, 210 km norr om huvudstaden Helsingfors. Öns area är 5,2 hektar och dess största längd är 410 meter i sydöst-nordvästlig riktning.